# Nordøstprovinsen (Kenya)
Nordøstprovinsen  (engelsk North Eastern Province, swahili Mkoa wa Kaskazini-Mashariki) er en af Kenyas otte provinser. Befolkningen anslås til 2.385.572  indbyggere (2010), og provinsen har et areal på 126.902 kvadratkilometer. Den administrative hovedby er  Garissa.
Regionen er, og har  historisk, primært været beboet af etniske Somaliere .

## Eksterne kilder og henvisninger
1. ↑  kenyasomali.blogspot.com/
2. ↑  Statoids, Provinces of Kenya
3. ↑  Rhoda E. Howard, Human Rights in Commonwealth Africa, (Rowman & Littlefield Publishers, Inc.: 1986), p.95

1°00′N 40°15′Ø / 1°N 40.25°Ø